# Зона Университариа (станция метро, Барселона)
Зона Университариа (кат. Zona Universitària) — пересадочная станция Барселонского метрополитена, расположенная на линиях 3 и 9S. На обеих линиях является конечной. Станция находится на пересечении районов Педральбес и Ла-Матернитат-и-Сан-Рамон округа Лес-Кортс Барселоны.
Станции линии 3 была открыта 20 января 1975 года и стала конечной. До объединения радиусов в 1982 году в одну линию была конечной западного радиуса этой линии («3B»).
Станция линии 9 была открыта 12 февраля 2016 года в составе пускового участка южного радиуса линии 9 (в будущем также линии 10) от станции «Зона Университариа» до «Аэропорт Т1». В этот же день была открыта пересадка между двумя линиями.

## Происхождение названия
Станция находится около студенческого городка Барселонского университета, вследствие чего и получила своё название.

## Конструкция
Обе станции являются подземными.

### Линия 3
Платформы станции линии 3 боковые, их длина составляет 94 метра. Проходящие по центру 2 пути разделены несущей стеной. За станцией расположен оборотный тупик для разворота составов.

### Линия 9S
Платформы линии 9 построены в виде двухъярусной конструкции в одном тоннеле диаметром 12 метров, и находятся друг над другом. Глубина заложения платформ линии 9 составляет 60 метров. Поскольку станция конечная, поезда отправляются челноком в сторону «Кольбланк» с обоих ярусов по причине отсутствия оборотных тупиков за станцией.
На станции установлены платформенные раздвижные двери.

## Оформление
Кассовый зал станции оформлен арт-объектом работы Ангеля Оренсанза, посвящённые основным направлениям науки: искусству, науке и литературе.

Также, в переходном коридоре между двумя линиями потолок украшен эллипсоидной композицей с лестничным освещением.

Оформление станции
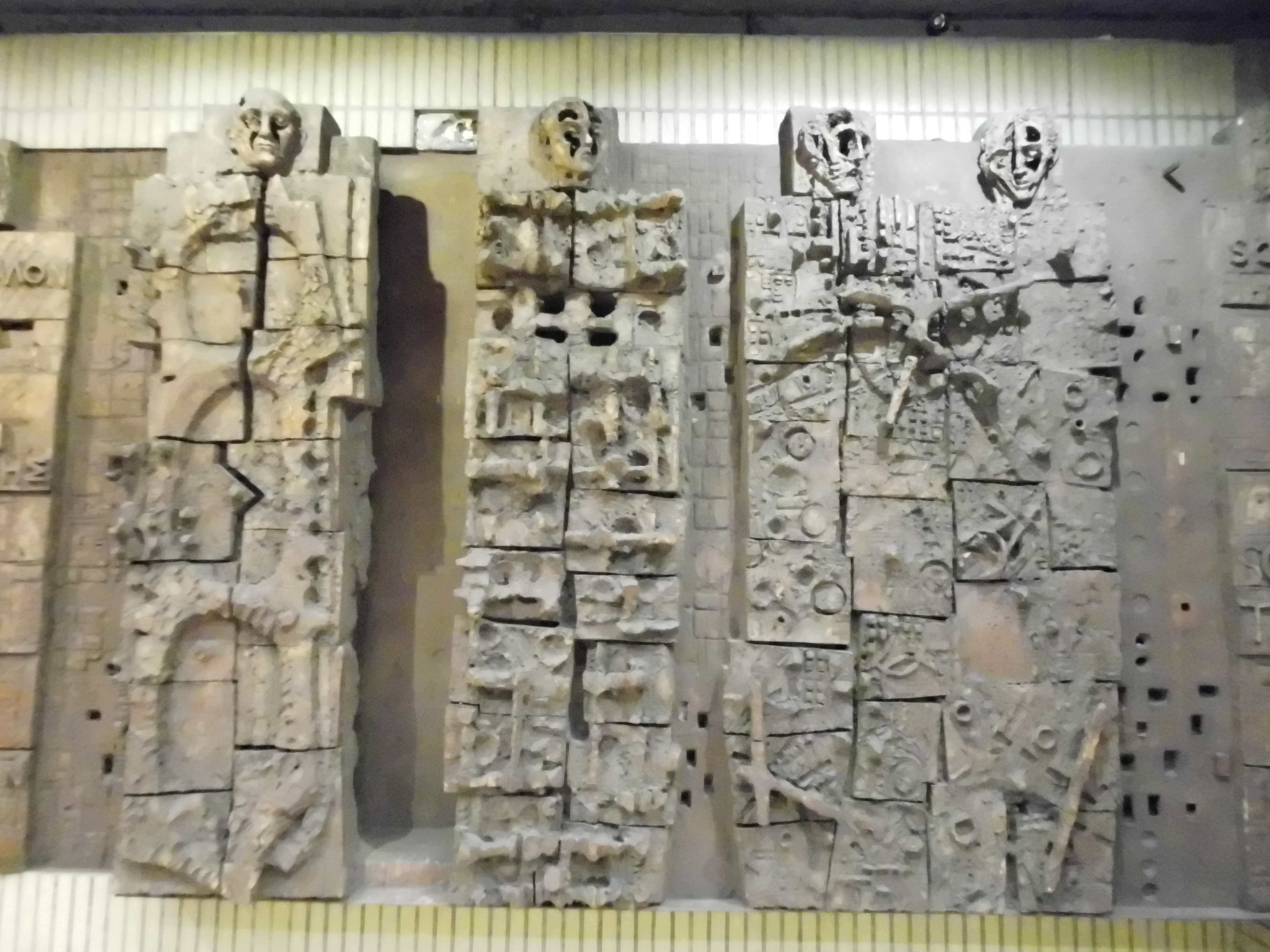
Композиция Ангеля Оренсанза на тему науки, искусства и литературы в кассовом зале линии 3
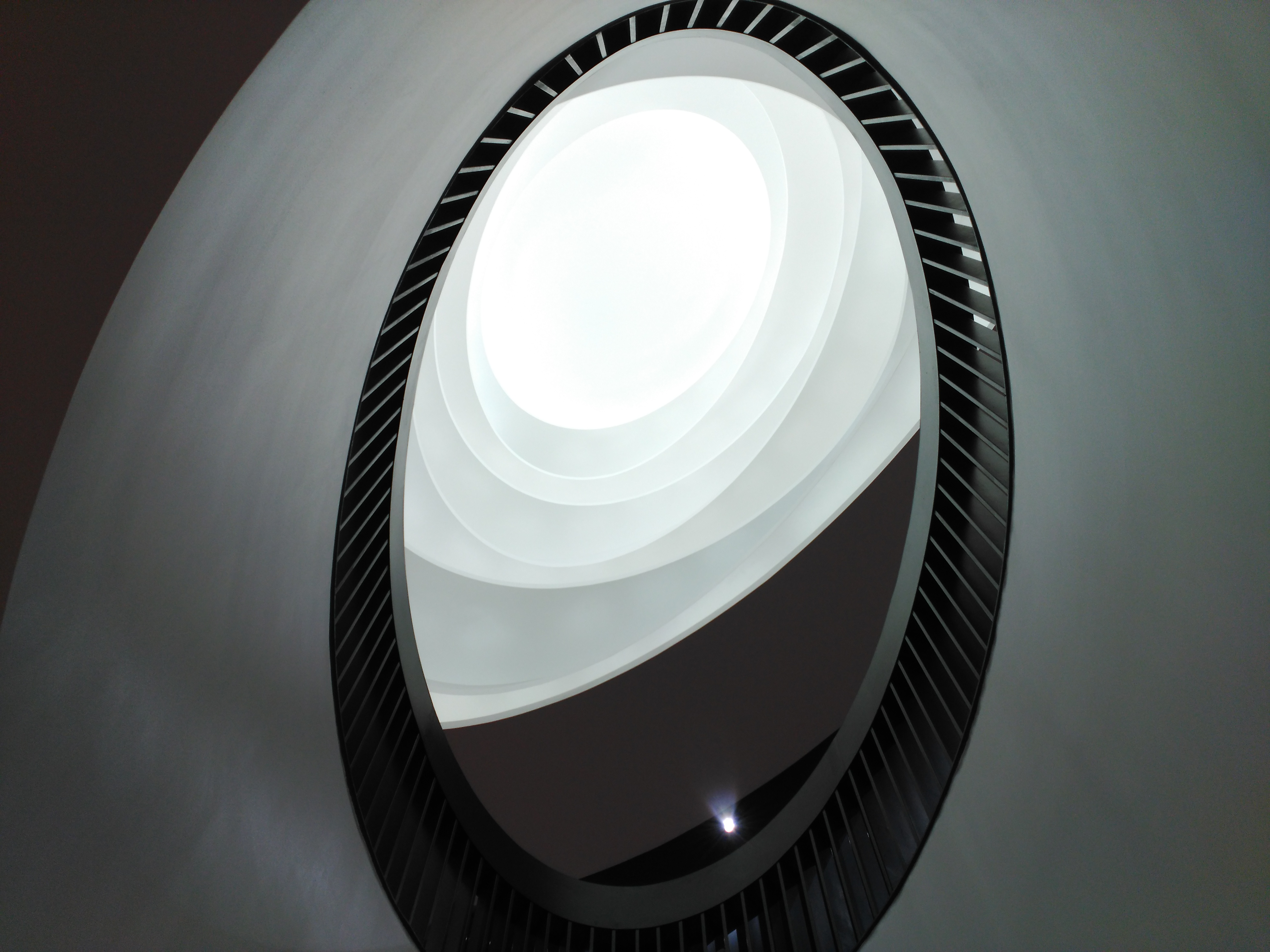
Эллипсоидная композиция с лестничным освещением в переходе между двумя линиями, вид снизу

## Выход в город и расположение
Расположена под проспектом Диагональ, в районе Лес Кортс. Выход в город на проспект Диагональ (кат. Avinguda Diagonal) и улицу Доктор Мараньон (кат. Carrer Doctor Maranyon).

## Пересадки
В 2004 в 300 метрах от станции была открыта одноимённая остановка трамвайной системы Trambaix, обслуживающая все три маршрута сети, на которую можно осуществить пересадку со станции метрополитена.

## Перспективы
В дальнейшем, после открытия объединяющего участка "Зона Университариа" — "Ла-Сагрера", через новую платформу будет также проходить маршрут линии 10.